# Jaime Ortega y Olleta
Jaime Ortega y Olleta, född 28 februari 1816, död 18 april 1860, var en spansk militär och politiker.
Ortega y Olleta tog 1843 livlig del i agitationen mot Baldomero Espartero, blev efter dennes fall fältmarskalk 1847 och ledde 1860 en karlistisk resning, tillfångatogs och avrättades av regeringstrupperna.

## Fotnoter
1. ↑  Diccionario biográfico español, Real Academia de la Historia, 2011, Diccionario biográfico español-ID: 7397/jaime-ortega-y-olleta, läst: 9 oktober 2017.[källa från Wikidata]
2. ↑  läs online, rctfe.com .[källa från Wikidata]
3. ↑  läs online, www.boe.es  .[källa från Wikidata]